# Jack Fletcher (cầu thủ bóng đá)
Jack Fletcher (6 tháng 8 năm 1905 – sau 1933) là một cầu thủ bóng đá người Anh thi đấu ở vị trí tiền đạo. Ông thi đấu 12 trận ở Football League.